# 1901 au Manitoba
Chronologie du Manitoba
- 1897
- 1898
- 1899
- 1900
- 1901
- 1902
- 1903
- 1904
- 1905

Cette page concerne des événements survenus en 1901 dans la province canadienne du Manitoba.

## Politique
- Premier ministre : Rodmond Palen Roblin
- Chef de l'Opposition :
- Lieutenant-gouverneur : Daniel Hunter McMillan
- Législature :